# Esperia (navio)
O Esperia foi um navio do tipo paquete, construído em 1920 pela Società Esercizio Bacini (Cantieri del Tirreno, Riva Trigoso), entrou ao serviço da Società Anonima di Navigazione Adriatica na rota de Génova, Itália a  Alexandria, no Egipto. Podia embarcar 205 passageiros em camarotes de primeira classe, 118 em segunda, atendida por uma tripulação de 257 pessoas.

## Afundamento

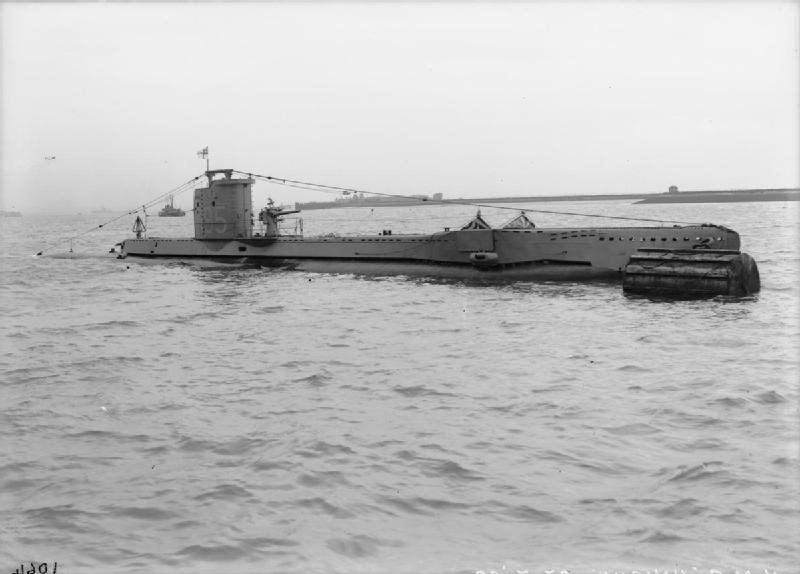
Submarino HMS Unique (N95).

Durante a Segunda Guerra Mundial foi requisitado e inscrito na lista de navios auxiliares da Marinha da Itália. A 20 de Agosto de 1941, quando navegava em comboio para transportar tropas de reforço para o norte de África, foi afundado por três torpedos lançados pelo submarino britânico HMS Unique (N95) à vista do porto de Tripoli.

## Características
- Tipo: navio de passageiros italiano
- Deslocamento (g.r.t.): 11 398 t
- Dimensões: 161,2 m x 18,8 m
- Propulsão: 2 turbinas (com 10 caldeiras e 56 queimadores) que geravam 18 000 ((hp)); 2 hélices
- Velocidade máxima: 21,4 nós
- Lançamento à água: 1920